# Nazionale femminile di pallavolo dell'Argentina
La nazionale di pallavolo femminile dell'Argentina è una squadra sudamericana composta dalle migliori giocatrici di pallavolo dell'Argentina ed è posta sotto l'egida della Federazione pallavolistica dell'Argentina.

## Rosa
Segue la rosa delle giocatrici convocate per la Volleyball Challenger Cup 2024.
| N° | Nome                  | Ruolo | Data di nascita  | Squadra             |
| -- | --------------------- | ----- | ---------------- | ------------------- |
| 1  | Elina Rodríguez       | S     | 11 febbraio 1997 | Fluminense          |
| 2  | Emilia Balagué        | P     | 8 dicembre 2004  | Estudiantes         |
| 3  | Yamila Nizetich       | S     | 27 gennaio 1989  | Olympiakos          |
| 6  | Bianca Bertolino      | S     | 4 luglio 2002    | Georgia Tech        |
| 7  | Nicole Pérez          | S     | 1º aprile 2004   | CEF 5               |
| 9  | Bianca Cugno          | O     | 22 aprile 2003   | Levallois Paris     |
| 10 | Daniela Bulaich       | S     | 5 settembre 1997 | Alba                |
| 11 | Bianca Farriol        | C     | 18 dicembre 2001 | Olympiakos          |
| 14 | Victoria Mayer        | P     | 19 giugno 2001   | Mulhouse            |
| 15 | Antonela Fortuna      | S     | 10 maggio 1995   | Ciutadella          |
| 17 | Candelaria Herrera    | C     | 28 gennaio 1999  | Levallois Paris     |
| 18 | Martina Bednarek      | O     | 21 luglio 2006   | San Lorenzo         |
| 19 | Brenda Graff          | C     | 20 luglio 1994   | Prōtathlītōn Peukōn |
| 20 | María Agostina Pelozo | L     | 19 novembre 1999 | Sonder              |

## Risultati

### Competizioni FIVB
| 1964 | non qualificata | -            |
| 1968 | non qualificata | -            |
| 1972 | non qualificata | -            |
| 1976 | non qualificata | -            |
| 1980 | non qualificata | -            |
| 1984 | non qualificata | -            |
| 1988 | non qualificata | -            |
| 1992 | non qualificata | -            |
| 1996 | non qualificata | -            |
| 2000 | non qualificata | -            |
| 2004 | non qualificata | -            |
| 2008 | non qualificata | -            |
| 2012 | non qualificata | -            |
| 2016 | 9º posto        | Convocazioni |
| 2020 | 11º posto       | Convocazioni |
| 2024 | non qualificata | -            |

| 1952 | non qualificata | -            |
| 1956 | non qualificata | -            |
| 1960 | 8º posto        | Convocazioni |
| 1962 | non qualificata | -            |
| 1967 | non qualificata | -            |
| 1970 | non qualificata | -            |
| 1974 | non qualificata | -            |
| 1978 | non qualificata | -            |
| 1982 | 18º posto       | Convocazioni |
| 1986 | non qualificata | -            |
| 1990 | 15º posto       | Convocazioni |
| 1994 | non qualificata | -            |
| 1998 | non qualificata | -            |
| 2002 | 17º posto       | Convocazioni |
| 2006 | non qualificata | -            |
| 2010 | non qualificata | -            |
| 2014 | 17º posto       | Convocazioni |
| 2018 | 19º posto       | Convocazioni |
| 2022 | 16º posto       | Convocazioni |

| 2018 | 16º posto       | Convocazioni |
| 2019 | non qualificata | -            |
| 2021 | non qualificata | -            |
| 2022 | non qualificata | -            |
| 2023 | non qualificata | -            |
| 2024 | non qualificata | -            |

| 1973 | 8º posto        | Convocazioni |
| 1977 | non qualificata | -            |
| 1981 | non qualificata | -            |
| 1985 | non qualificata | -            |
| 1989 | non qualificata | -            |
| 1991 | non qualificata | -            |
| 1995 | non qualificata | -            |
| 1999 | 11º posto       | Convocazioni |
| 2003 | 11º posto       | Convocazioni |
| 2007 | non qualificata | -            |
| 2011 | 10º posto       | Convocazioni |
| 2015 | 8º posto        | Convocazioni |
| 2019 | 10º posto       | Convocazioni |
| 2023 | 5º posto        | Convocazioni |

### Competizioni CSV
| 1951 | 4º posto        | Convocazioni |
| 1956 | non qualificata | -            |
| 1958 | 5º posto        | Convocazioni |
| 1961 | 3º posto        | Convocazioni |
| 1962 | 3º posto        | Convocazioni |
| 1964 | 3º posto        | Convocazioni |
| 1967 | non qualificata | -            |
| 1969 | 5º posto        | Convocazioni |
| 1971 | 6º posto        | Convocazioni |
| 1973 | 6º posto        | Convocazioni |
| 1975 | 3º posto        | Convocazioni |
| 1977 | 3º posto        | Convocazioni |
| 1979 | 3º posto        | Convocazioni |
| 1981 | 3º posto        | Convocazioni |
| 1983 | 3º posto        | Convocazioni |
| 1985 | 4º posto        | Convocazioni |
| 1987 | 4º posto        | Convocazioni |
| 1989 | 3º posto        | Convocazioni |
| 1991 | 4º posto        | Convocazioni |
| 1993 | non qualificata | -            |
| 1995 | 3º posto        | Convocazioni |
| 1997 | 3º posto        | Convocazioni |
| 1999 | 2º posto        | Convocazioni |
| 2001 | 2º posto        | Convocazioni |
| 2003 | 3º posto        | Convocazioni |
| 2005 | 3º posto        | Convocazioni |
| 2007 | 5º posto        | Convocazioni |
| 2009 | 2º posto        | Convocazioni |
| 2011 | 2º posto        | Convocazioni |
| 2013 | 2º posto        | Convocazioni |
| 2015 | 4º posto        | Convocazioni |
| 2017 | 4º posto        | Convocazioni |
| 2019 | 4º posto        | Convocazioni |
| 2021 | 3º posto        | Convocazioni |
| 2023 | 2º posto        | Convocazioni |

### Competizioni zonali
| 1955 | non qualificata | -            |
| 1959 | non qualificata | -            |
| 1963 | non qualificata | -            |
| 1967 | non qualificata | -            |
| 1971 | non qualificata | -            |
| 1975 | non qualificata | -            |
| 1979 | non qualificata | -            |
| 1983 | 6º posto        | Convocazioni |
| 1987 | non qualificata | -            |
| 1991 | 6º posto        | Convocazioni |
| 1995 | 4º posto        | Convocazioni |
| 1999 | non qualificata | -            |
| 2003 | non qualificata | -            |
| 2007 | non qualificata | -            |
| 2011 | non qualificata | -            |
| 2015 | non qualificata | -            |
| 2019 | 3º posto        | Convocazioni |
| 2023 | 4º posto        | Convocazioni |

| 1978 | non qualificata | -            |
| 1982 | 3º posto        | Convocazioni |
| 2010 | 3º posto        | Convocazioni |
| 2014 | 1º posto        | Convocazioni |
| 2018 | 2º posto        | Convocazioni |
| 2022 | 2º posto        | Convocazioni |

| 2002 | 5º posto        | Convocazioni |
| 2003 | non qualificata | -            |
| 2004 | 8º posto        | Convocazioni |
| 2005 | 9º posto        | Convocazioni |
| 2006 | 10º posto       | Convocazioni |
| 2007 | 6º posto        | Convocazioni |
| 2008 | 3º posto        | Convocazioni |
| 2009 | 6º posto        | Convocazioni |
| 2010 | 5º posto        | Convocazioni |
| 2011 | 6º posto        | Convocazioni |
| 2012 | 5º posto        | Convocazioni |
| 2013 | 3º posto        | Convocazioni |
| 2014 | 4º posto        | Convocazioni |
| 2015 | 3º posto        | Convocazioni |
| 2016 | 5º posto        | Convocazioni |
| 2017 | 8º posto        | Convocazioni |
| 2018 | 9º posto        | Convocazioni |
| 2019 | 5º posto        | Convocazioni |
| 2022 | non qualificata | -            |
| 2023 | 1º posto        | Convocazioni |
| 2024 | 1º posto        | Convocazioni |

### Competizioni estinte
| 1993 | non qualificata | -            |
| 1994 | non qualificata | -            |
| 1995 | non qualificata | -            |
| 1996 | non qualificata | -            |
| 1997 | non qualificata | -            |
| 1998 | non qualificata | -            |
| 1999 | non qualificata | -            |
| 2000 | non qualificata | -            |
| 2001 | non qualificata | -            |
| 2002 | non qualificata | -            |
| 2003 | non qualificata | -            |
| 2004 | non qualificata | -            |
| 2005 | non qualificata | -            |
| 2006 | non qualificata | -            |
| 2007 | non qualificata | -            |
| 2008 | non qualificata | -            |
| 2009 | non qualificata | -            |
| 2010 | non qualificata | -            |
| 2011 | 14º posto       | Convocazioni |
| 2012 | 15º posto       | Convocazioni |
| 2013 | 16º posto       | Convocazioni |
| 2014 | 17º posto       | Convocazioni |
| 2015 | 19º posto       | Convocazioni |
| 2016 | 17º posto       | Convocazioni |
| 2017 | 22º posto       | Convocazioni |

| 2018 | non qualificata | -            |
| 2019 | 3º posto        | Convocazioni |
| 2022 | non qualificata | -            |
| 2023 | non qualificata | -            |
| 2024 | 8º posto        | Convocazioni |

| 2008 | 3º posto        | Convocazioni |
| 2009 | non qualificata | -            |
| 2010 | 3º posto        | Convocazioni |

| 1988 | non qualificata | -            |
| 1989 | non qualificata | -            |
| 1990 | non qualificata | -            |
| 1991 | non qualificata | -            |
| 1992 | non qualificata | -            |
| 1993 | non qualificata | -            |
| 1994 | non qualificata | -            |
| 1995 | non qualificata | -            |
| 1996 | non qualificata | -            |
| 1998 | non qualificata | -            |
| 1999 | non qualificata | -            |
| 2000 | non qualificata | -            |
| 2001 | non qualificata | -            |
| 2002 | non qualificata | -            |
| 2003 | non qualificata | -            |
| 2004 | non qualificata | -            |
| 2005 | non qualificata | -            |
| 2006 | non qualificata | -            |
| 2007 | non qualificata | -            |
| 2008 | non qualificata | -            |
| 2009 | non qualificata | -            |
| 2010 | non qualificata | -            |
| 2011 | non qualificata | -            |
| 2013 | non qualificata | -            |
| 2014 | non qualificata | -            |
| 2015 | non qualificata | -            |
| 2016 | non qualificata | -            |
| 2017 | 4º posto        | Convocazioni |
| 2018 | non qualificata | -            |
| 2019 | non qualificata | -            |